# Sukhoi Su-12
O Sukhoi Su-12 (Aeronave RK) foi um protótipo de avião de reconhecimento soviético desenvolvido durante a Segunda Guerra Mundial.

## Desenvolvimento
Em novembro de 1943, a OKB Sukhoi projetou um avião de reconhecimento de artilharia baseado no alemão Focke-Wulf Fw 189. Como projetado, a aeronave tinha uma tripulação de três pessoas, motorizada com um par de motores Shvetsov M-62. A aeronave teve seu financiamento rejeitado inicialmente, mas foi posteriormente aprovado graças à intervenção do Marechal Chefe de Artilharia soviético N.N. Voronov. Como resultado das especificações que evoluíam, a tripulação aumentou para quatro e os motores foram alterados para o mais potente Shvetsov ASh-82M com 1 640 kW (2 200 hp) de potência.
O protótipo do Su-12 voou em 26 de agosto de 1947, com o piloto N.D. Fikson. O programa de testes em voo foi concluído em 30 de outubro. Devido a problemas com os motores ASh-82M, foram instalados motores ASh-82FN com 1 380 kW (1 850 hp) de potência e, apesar de mais confiável, por ser menos potente fez com que o Su-12 não atingisse suas especificações de velocidade máxima e teto operacional. O Su-12 concluiu com sucesso os testes estatais em setembro de 1949 e foi recomendado para produção. Devido à falta de capacidade de produção na URSS, foi proposto em outubro de 1949 para construir a aeronave na Checoslováquia. Entretanto, a aplicação para produção foi negada, citando a falha de cumprir as especificações de desempenho. Alguns esforços posteriores da Sukhoi para manter o financiamento e continuar o desenvolvimento do Su-12 foram negados.

## Operadores
União Soviética
- Força Aérea Soviética